# Mallemoisson
Mallemoisson település Franciaországban, Alpes-de-Haute-Provence megyében. Lakosainak száma 968 fő (2022. január 1.). Mallemoisson Aiglun, Le Chaffaut-Saint-Jurson és Mirabeau községekkel határos.

## Népesség
A település népessége az elmúlt években az alábbi módon változott:
| Lakosok száma | 355  | 612  | 783  | 1036 | 1014 | 1044 | 1046 | 1011 | 994  | 968  |
|               | 1968 | 1982 | 1990 | 2006 | 2013 | 2015 | 2017 | 2019 | 2020 | 2022 |